# Santa Maria di Caravaggio
Crkva Santa Maria di Caravaggio je barokna katolička crkva koja se nalazi na trgu Piazza Dante u Napulju, Italija.
Izgradnja je započela 1627. godine pod pokroviteljstvom Felicea Pignelle, a posvećena je Presvetoj Mariji od Caravaggia, malog grada u pokrajini Bergamo. Ovo pripisivanje Marije podsjeća na ukazanje Djevice 1432. godine. Crkva je prvo bila pripojena pijaristima, vjerskom redu posvećenom poučavanju, a kasnije Barnabitima. Godine 1873. postao je vlasništvo Instituta princa od Napulja za slijepu djecu (tal. Instituto Principe di Napoli per giovani non vedenti). Arhitekt koji je pomogao u dovršetku radova bio je Giovan Battista Nauclerio. Kupolu je 1846. obnovio Michele Stellati.
Na glavnoj oltarnoj pali nalazi se slika Marijina rođenja koju je naslikao Gaetano Gigante. Kapele s desne strane imaju slike svetog Josipa Francesca Solimene, anonimnu Gospu della Provvidenza i Polaganje Domenica Antonia Vaccara. Kapele s lijeve strane imaju Sant'Antonio Zaccaria, Luigi Scorrano; grob barnabitskog svećenika, sv. Franje Xaviera Bianchija, i slika koja prikazuje ukazanje Djevice seljacima u Caravaggiu. Ostale radove u crkvi dovršili su Errico Giovine i Giuseppe Bonolis.